# Le Premier Duel de Rigadin
Pour plus de détails, voir Fiche technique et Distribution.
Le Premier Duel de Rigadin est un film muet français réalisé par Georges Monca, sorti en 1910.

## Fiche technique
- Titre : Le Premier Duel de Rigadin
- Réalisation : Georges Monca
- Scénario :
- Photographie :
- Montage :
- Société de production : Société cinématographique des auteurs et gens de lettres (S.C.A.G.L)
- Société de distribution : Pathé Frères
- Pays d'origine :  France
- Langue : film muet avec les intertitres en français
- Métrage : 130 mètres
- Format : Noir et blanc — 35 mm — 1,33:1 — Muet
- Genre :  Comédie
- Durée : 4 minutes et 20 secondes
- Dates de sortie : 
  -  France : 2 décembre 1910

## Distribution
- Charles Prince : Rigadin
- Henri Bosc :
- Gabrielle Lange
- Georges Tréville